# Andrew Colford
Andrew Colford (* im San Francisco Bay Area, Kalifornien) ist ein US-amerikanischer Schauspieler.

## Leben
Colford wurde im kalifornischen Bay Area geboren und wuchs dort auf. Nach seiner Schulzeit zog er in den Osten der USA. 2008 begann er ein Studium an der Georgetown University in Washington, D.C. in dem Fach International Political Economy. 2011 schloss er sein Studium mit dem Bachelor of Science ab. Nach seinem Abschluss zog er nach New York City und wirkte in Theater- und Filmproduktionen mit. In Manhattan ist er als Tutor tätig und hat einen GRE-Score von 170V/169Q. Neben Englisch spricht er fließend Französisch und hat gute Kenntnisse in Spanisch.
2014 gab Colford sein Fernsehdebüt, als er in einer Episode der Fernsehserie Mysterien im Museum mitwirkte. Im selben Jahr spielte er in der Filmproduktion The Latents mit. In den nächsten Jahren erhielt er weitere Episodenrollen in verschiedenen Serienproduktionen und spielte in einer Reihe von Kurzfilmproduktionen mit. Von 2017 bis 2018 stellte er die Rolle des Detective William Nichols Nylander in der Fernsehserie The Crime Chronicles dar. 2022 war er im Mockbuster Moon Crash in einer kleineren Nebenrolle zu sehen. 2023 wirkte er in einer wiederkehrenden Rolle in der Fernsehserie General Hospital mit. Im selben Jahr stellte er die Rolle des Captain Taggert im Mockbuster Battle of the Atlantic – America vs Russia dar. 2024 spielte er in 24 Hours to D-Day – Schlacht der Entscheidung die Rolle des Lieutenant Peters.

## Filmografie (Auswahl)
- 2014: Mysterien im Museum (Mysteries at the Museum, Fernsehserie, Episode 6x05)
- 2014: The Latents
- 2015: Wenn Liebe tötet (I’d Kill for You, Fernsehserie, Episode 2x06)
- 2015: Hack My Life (Fernsehserie, Episode 1x05)
- 2015: My Dirty Little Secret (Fernsehserie, Episode 3x11)
- 2015: With Passing Days Comes Rain and Shine
- 2015: Wickham Falls (Kurzfilm)
- 2015: Mother of Sorrows (Kurzfilm)
- 2016; 2021: Evil – Gesichter des Bösen (Evil Lives Here, Fernsehserie, 2 Episoden, verschiedene Rollen)
- 2017: Crown Shyness (Kurzfilm)
- 2017: Wet Shapes (Fernsehfilm)
- 2017–2018: The Crime Chronicles (A Crime to Remember, Fernsehserie, 2 Episoden)
- 2018: Bae or Bail (Miniserie, Episode 2x01)
- 2018: The Actor
- 2019: Nobody’s Home (Kurzfilm)
- 2020: Torn from the Headlines: The New York Post Reports (Fernsehserie, Episode 1x05)
- 2022: Moon Crash
- 2022: La Mesa (The Table) (Kurzfilm)
- 2023: General Hospital (Fernsehserie, 2 Episoden)
- 2023: Battle of the Atlantic – America vs Russia (Top Gunner: Battle of the Atlantic)
- 2024: 24 Hours to D-Day – Schlacht der Entscheidung (24 Hours to D-Day)
- 2025: Rescue: HI-Surf (Fernsehserie, Episode 1x13)

## Theater (Auswahl)
- The Nerd, Theater Barn
- Toward Zero, Theater Barn
- The Killing, Bridge Street Theatre
- To kill a Mockingbird, Bristol Valley Theater
- As you like it, Stairwell Theater
- Filler, 64E4 Mainstage
- The Murder Mysterie Co., Dinner Theater

## Synchronisationen (Auswahl)
- 2021: The Box
- 2022: Forgotten Room Radio Show (Podcast, Episode 1x01)
- 2022: Quiet Please (Podcast, Episode 2x09)
- 2024: A Better Paradise Volume One: An Aftermath (Podcast)